# Venedig (Nabburg)

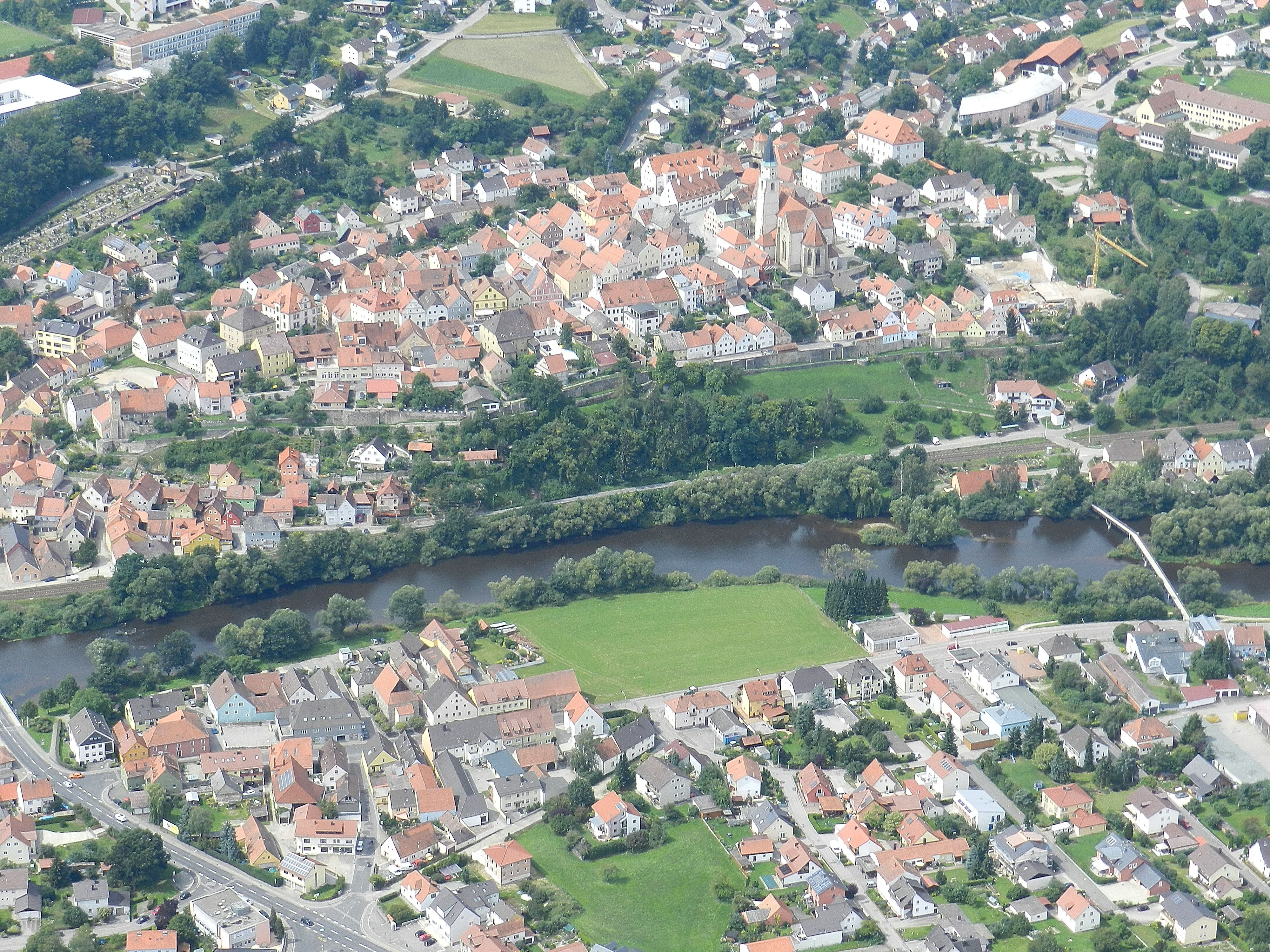
Nabburg Luftaufnahme, linke untere Ecke der Stadtteil Venedig mit St. Nikolaus

Die Venedig ist die Vorstadt der Stadt Nabburg östlich der Naab im Oberpfälzer Landkreis Schwandorf (Bayern).

## Geografie
Die Venedig ist ein Stadtviertel von Nabburg, das sich nördlich der Oberviechtacher Straße auf dem Ostufer der Naab bis nach Perschen erstreckt. Es befindet sich zunächst auf beiden Seiten der Perschener Straße, dann ab dem Fliederweg nur auf deren Ostseite. Hier liegt auf der Westseite der Perschener Straße auf dem Ostufer der Naab der Ortsteil Wiesmühle. Nördlich des Fliederweges liegt die Äußere Venedig.

## Ortsname
Die Herkunft des Ortsnamens Venedig ist nicht eindeutig geklärt. Es gibt dazu drei Hypothesen:
- von der italienischen Stadt Venedig: Die Lage der Venedig am Kreuzpunkt zweier Altstraßen hatte zur Folge, dass hier viel Kaufleute, Abenteurer und Glücksritter, darunter auch italienische Kaufleute aus der Stadt Venedig, vorbei kamen. Die Magdeburger Straße verlief auf dem Ostufer der Naab. In die Stadt Nabburg hinein führte zunächst keine Brücke, sondern nur eine Furt durch die Naab. So kann es sein, dass bedingt durch Hochwasser, Kaufleute aus Venedig, die nach Nabburg wollten, auf dem Ostufer gegenüber von Nabburg ein Lager aufschlagen, ausharren und warten mussten, bis das Hochwasser abgelaufen war. Im Laufe der Zeit kann sich so an dieser Stelle eine Raststation gebildet haben, die den Namen Venedig bekam. Es kann aber auch sein, dass die Raststation Venedig älter ist und der Gründung der Stadt Nabburg voraus ging.[7][8]
- Besiedelung durch Wenden: Das Land östlich der Naab war vor der bajuwarischen Landnahme von slawischen Völkern besiedelt, die auch Wenden genannt wurden. Eine andere Bezeichnung für Wenden war Venedi. So kann es sein, dass auf dem Westufer der Naab bereits Bajuwaren wohnten, während das Ostufer noch von den Venedi besiedelt war, was der Nabburger Vorstadt ihren Namen verlieh.[7][8][6]
- aus dem Althochdeutschen Wort venn für Sumpf: Die althochdeutschen Wörter venn, fenn, Veendige bezeichnen Sumpfgebiete. Dies könnte ebenfalls die Herkunft des Ortsnamens Venedig sein.[7][8]

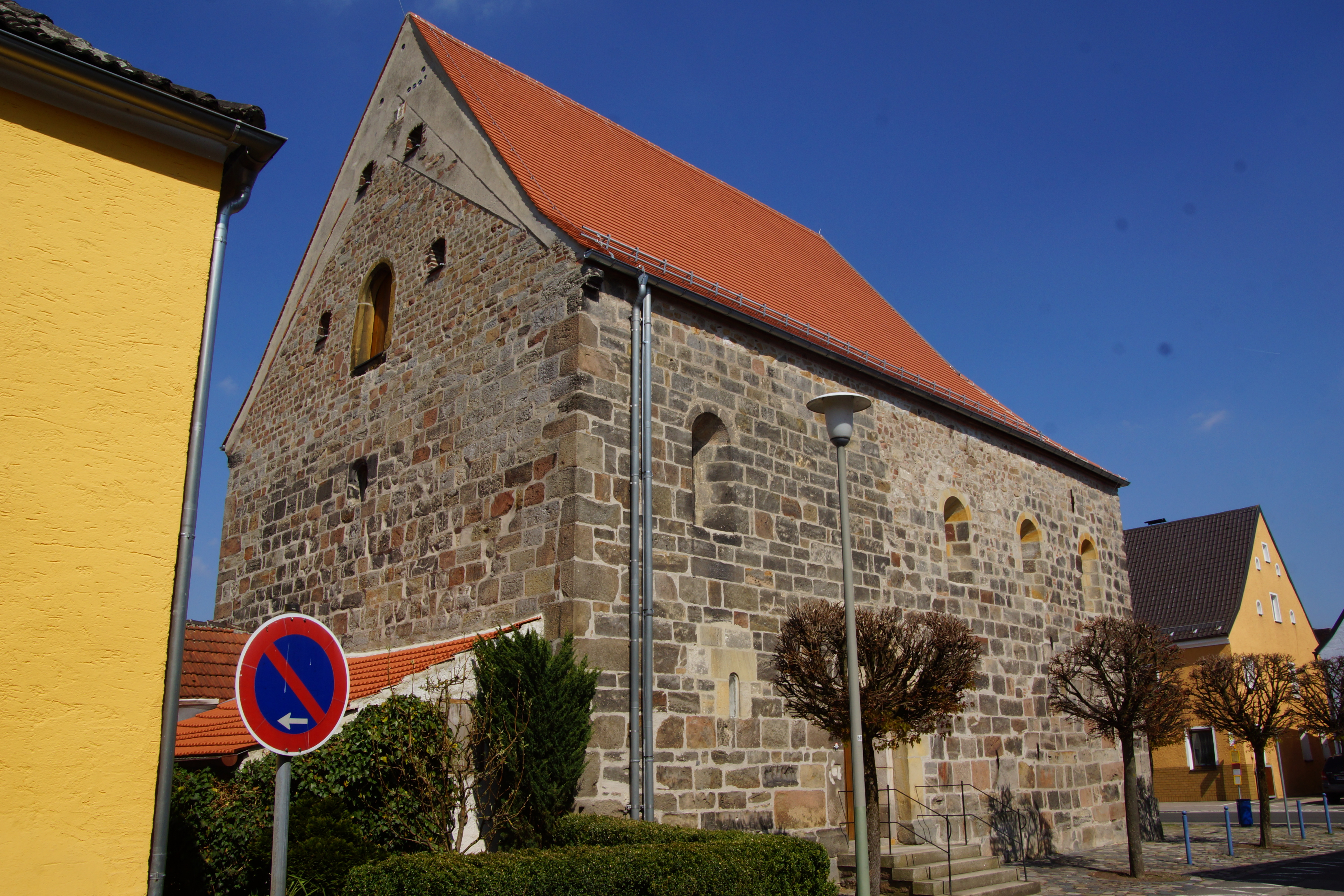
Nikolauskirche

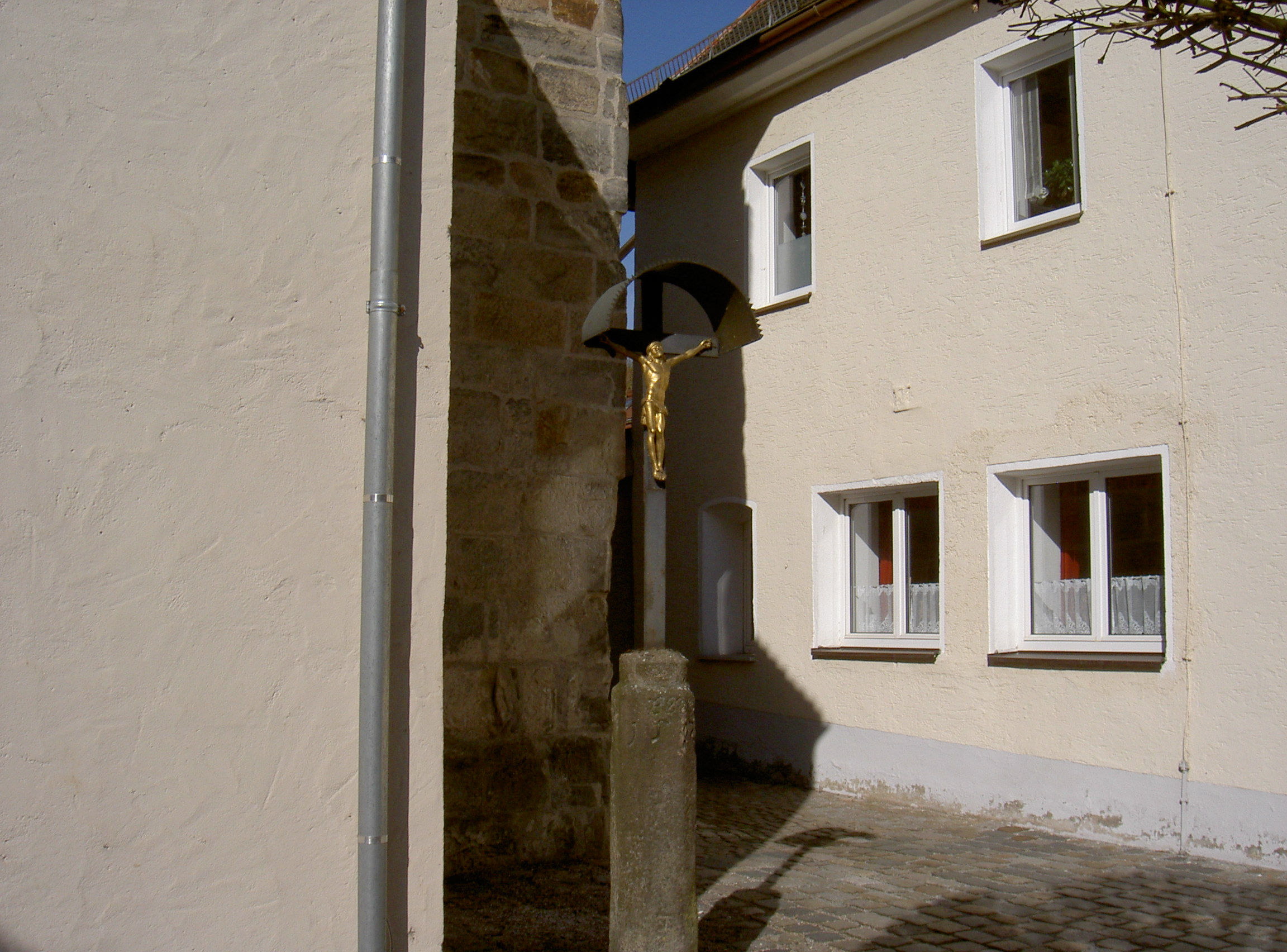
Achteckige Granitstele mit Eisenkreuz, bezeichnet 1582, an der nördlichen Chorwand der Nikolauskirche

## Geschichte
Venedig liegt an der Kreuzung von zwei Altstraßen, nämlich der Magdeburger Straße in Nord-Süd-Richtung und einer alten Handelsstraße in Ost-West-Richtung, die Nürnberg mit Böhmen verband. Diese letztere Straße war seit dem frühen Mittelalter eine wichtige West-Ost-Verbindung von Nürnberg über Amberg – Nabburg – Venedig (Nabburg) – Namsenbach – Mitteraich – Weidenthal – Trichenricht – Maximilianshof – Schönsee nach Bischofteinitz in Böhmen.
Ihre Namen „Saustraß“ bei Maximilianshof und „Sautreibergasse“ zwischen Weidenthal und Teunz, Spatzenmühle und Eisberg, Dietersdorf und Landesgrenze deuten auf die Viehtransporte hin, die diesen Weg nahmen. Zwischen Nabburg und Amberg verlief diese Straße auf zwei verschiedenen Routen, die sich in Etsdorf kreuzten. Die eine Route führte über Amberg – Krumbach – Engelsdorf – Paulsdorf – Altenricht – Buchenöd – Etsdorf – Trisching – Etzelhof nach Nabburg. Die andere Route wurde im Volksmund „Zigeunerweg“ oder auch „Steinhöppel“ genannt. Sie verlief von Amberg über Moos – Hiltersdorf – Holzhaus – Kohlmühle – Etsdorf – Inzendorf – Brudersdorf – Diepoltshof nach Nabburg.
Die romanische Nikolauskirche aus der ersten Hälfte des 12. Jahrhunderts, die bereits eine Vorgängerin hatte, deutet darauf hin, dass die Ansiedelung Venedig der Gründung der Stadt Nabburg vorausging. Die Lage an der Kreuzung zweier bedeutender Altstraßen legt die frühe Gründung einer Raststation an dieser Stelle nahe. Wahrscheinlich existierte hier sogar eine noch ältere wendische Siedlung. Die Frühgeschichts- und die Ortsnamenforschung bemühen sich in dieser Beziehung noch um Klärung.
1811 wurden in Bayern Steuerdistrikte gebildet. Dabei kam Venedig zum Steuerdistrikt Nabburg II. Der Steuerdistrikt Nabburg II bestand aus der Vorstadt Venedig, der Einöde Wiesmühle und der Stadtkammerwaldung Pirkig. Er hatte 25 Häuser und zusammen mit Nabburg I 1424 Seelen. Nabburg II hatte 200 Morgen Äcker, 56 Morgen Wiesen, 10 Morgen Holz, 6 Weiher, 30 Morgen öde Gründe und Wege, 5 Pferde, 10 Ochsen, 60 Kühe, 8 Stück Jungvieh, 20 Schweine.

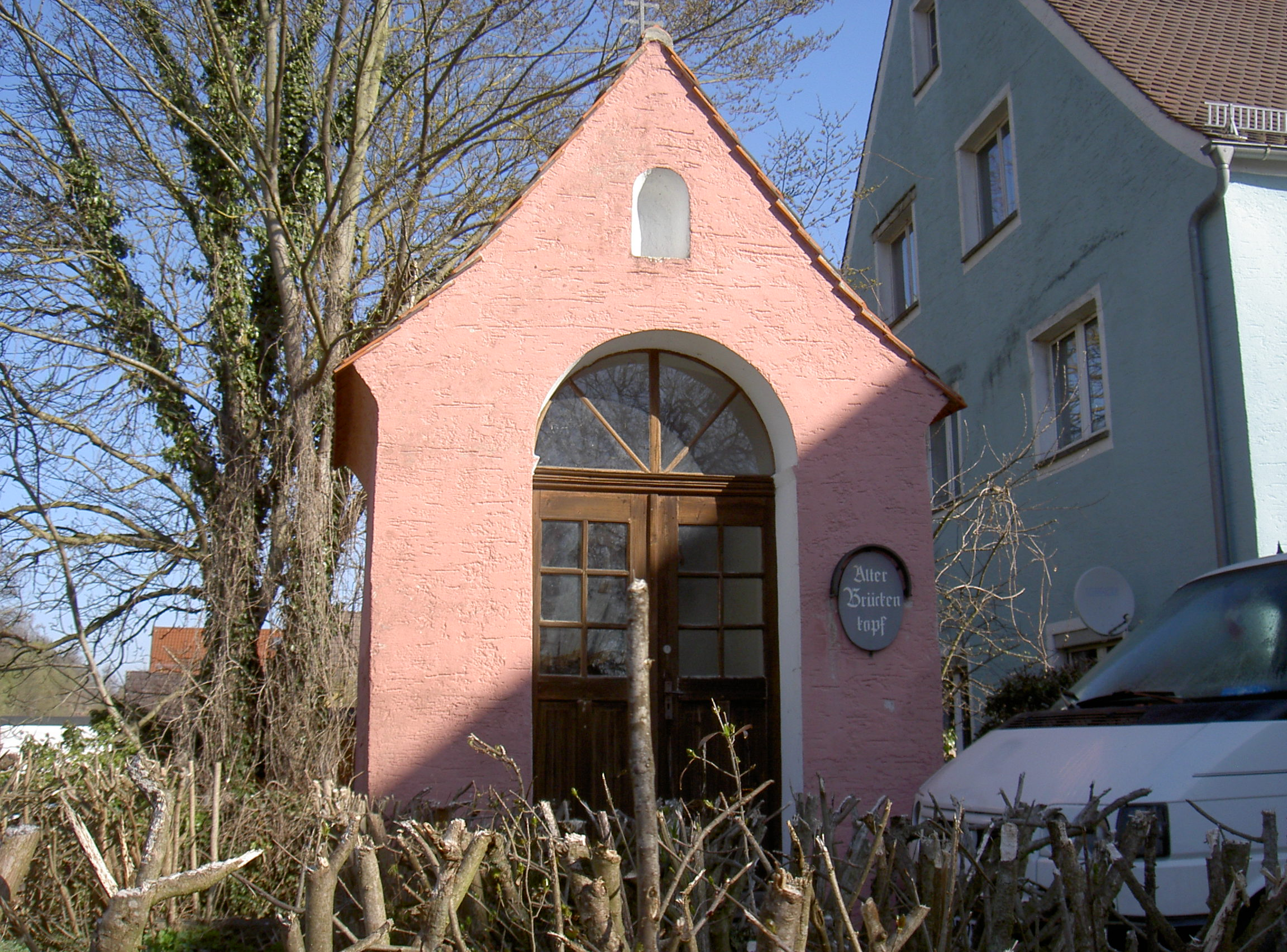
Brückenkapelle

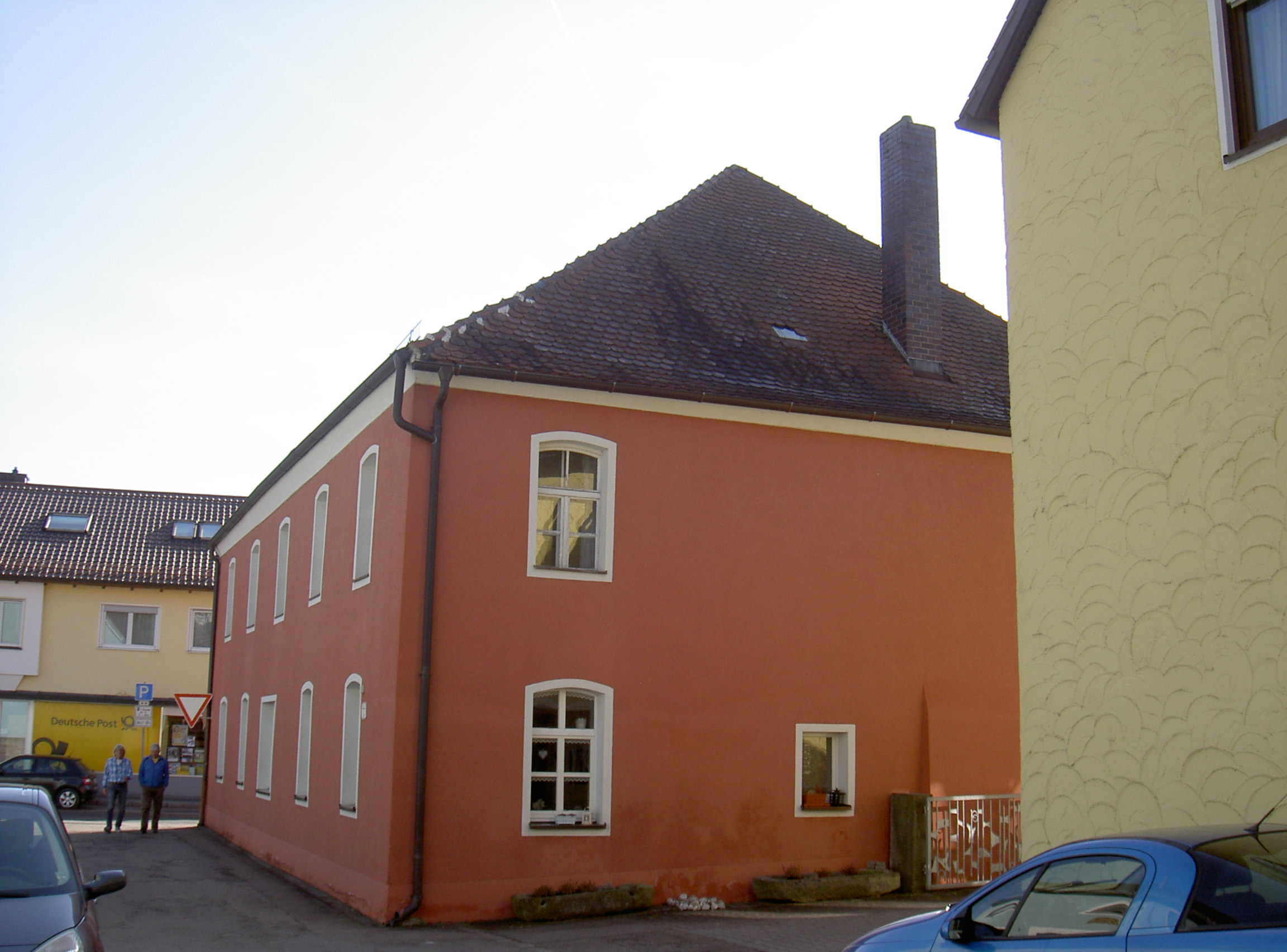
Dreiseithof, Perschener Str. 5

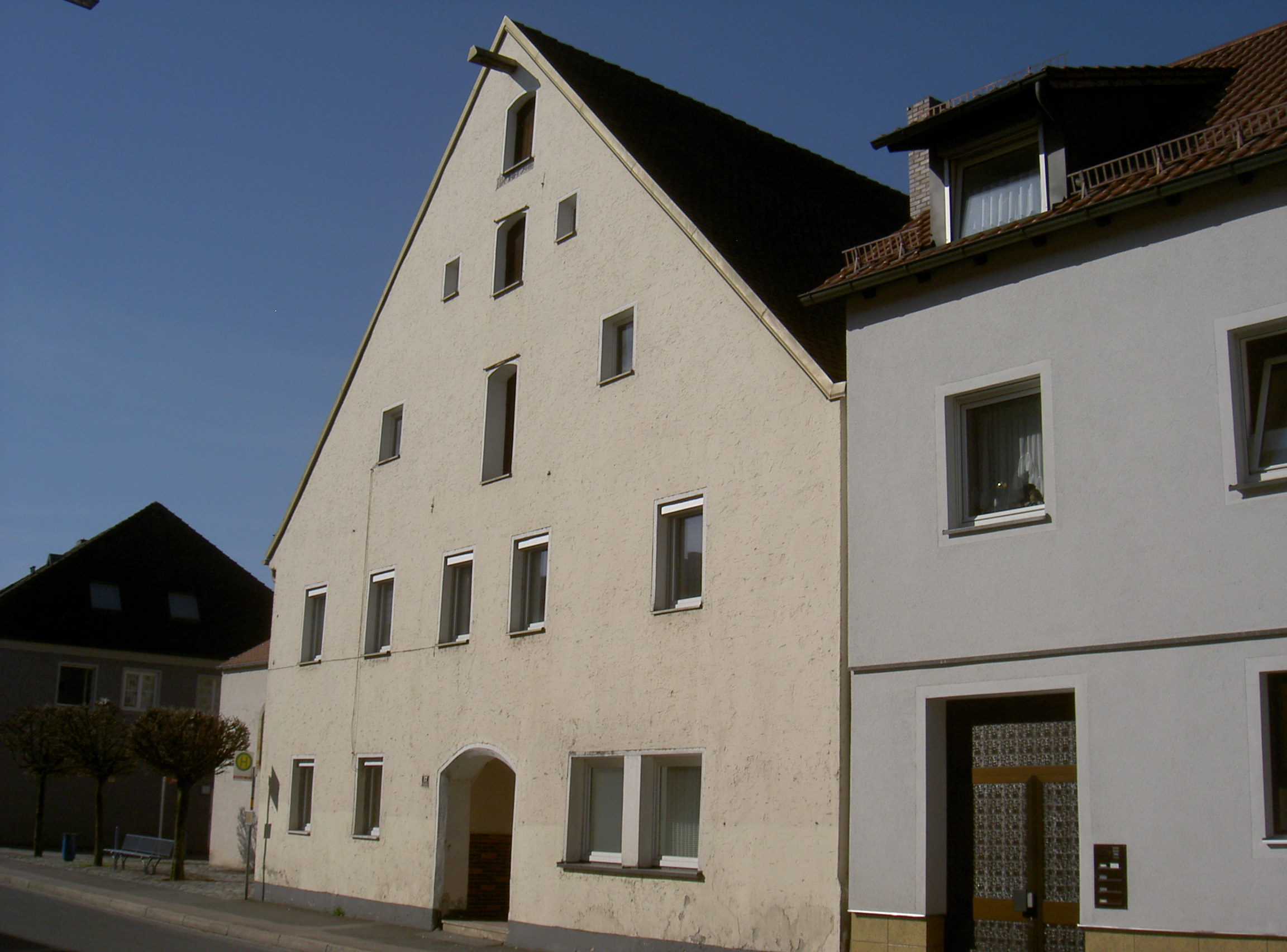
Lobingerhof, Wohnhaus, Perschener Str. 17

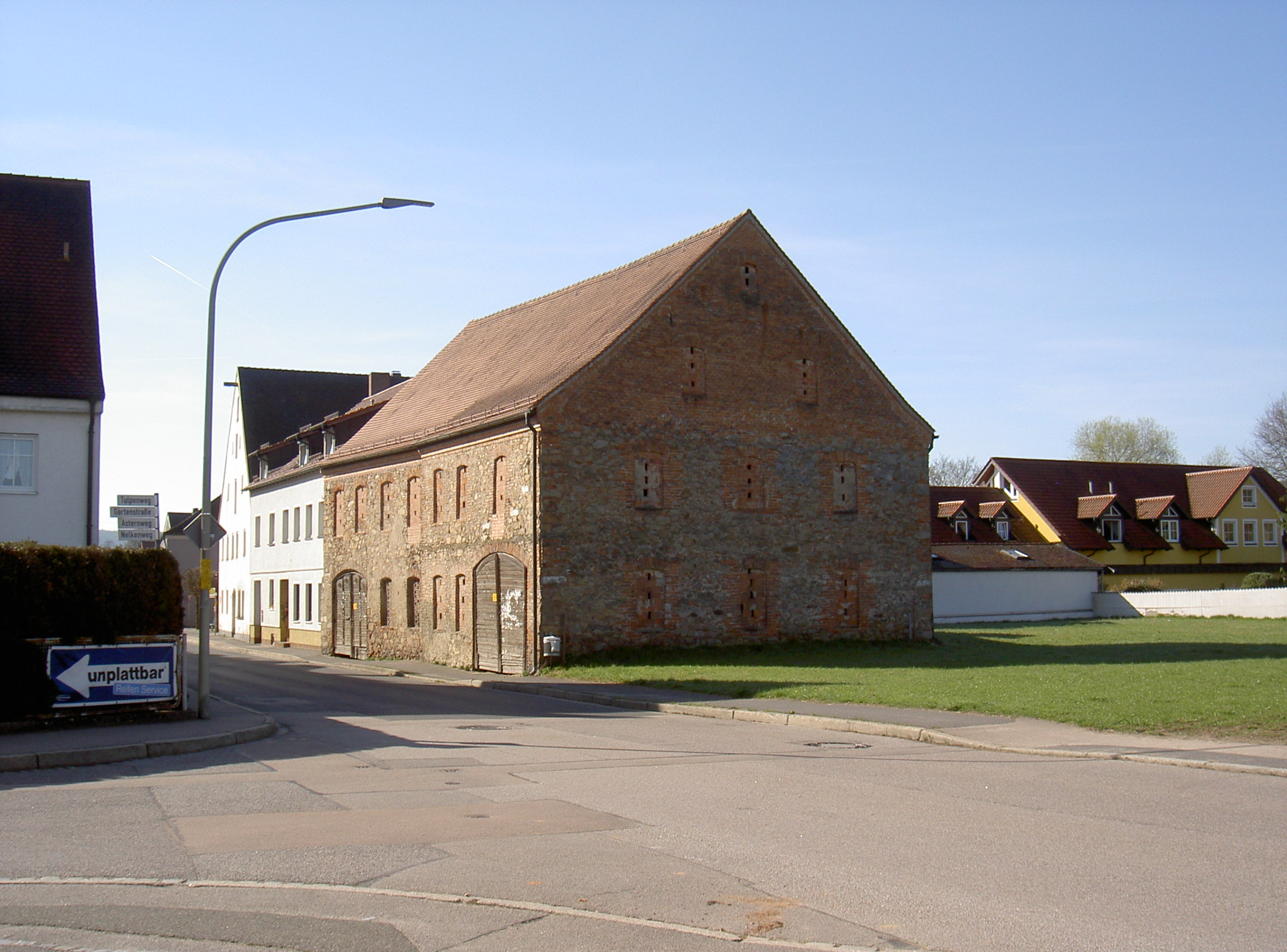
Lobingerhof, Scheune, Perschener Str. 17

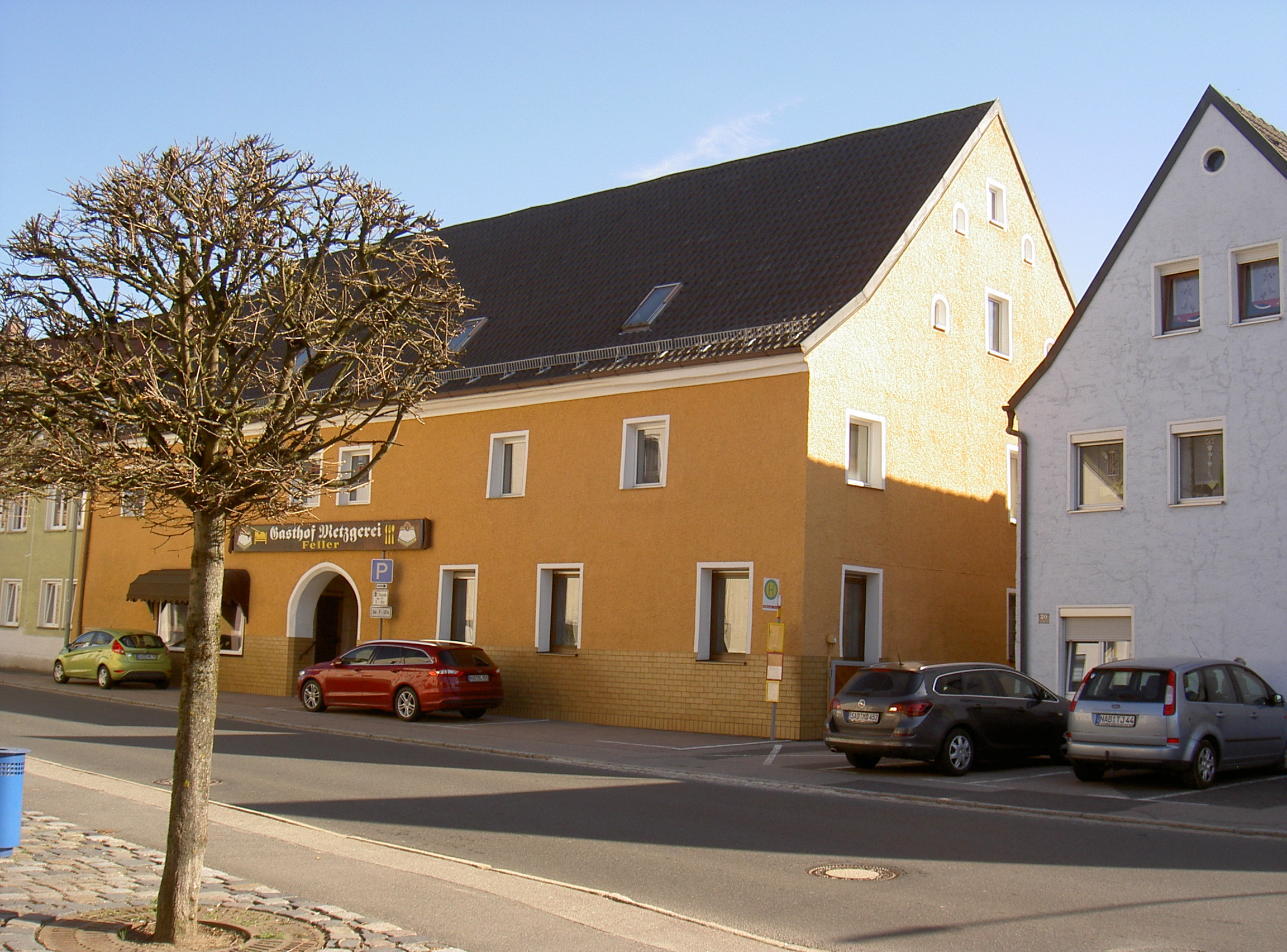
Gasthaus, Perschener Str. 22

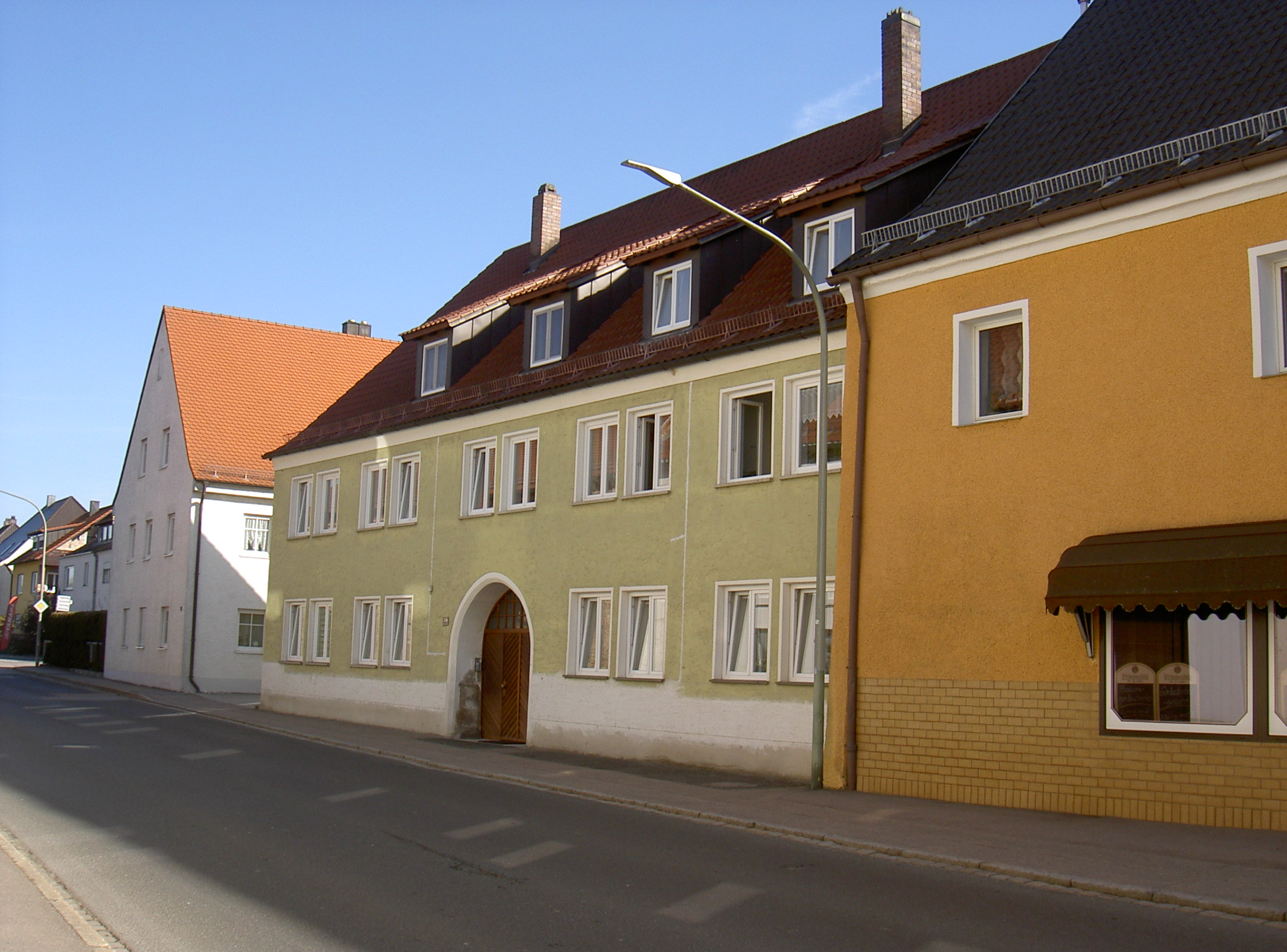
Wohnhaus, Perschener Str. 24

## Tourismus und Sehenswürdigkeiten
In diesem sehr alten Stadtteil sind mehrere denkmalgeschützte Gebäude erhalten.
Das Gebiet rund um die Nikolauskirche im Stadtteil Venedig ist ein Bodendenkmal mit der Denkmalnummer D-3-6539-0151. Archäologische Befunde zeigen, dass dieser Stadtteil im Mittelalter und in der frühen Neuzeit eine befestigte Siedlung war.

### Nikolauskirche
Die Nikolauskirche in Venedig steht unter Denkmalschutz, Denkmalnummer D-3-76-144-60. Sie ist Filialkirche der Pfarrei Nabburg. Die Kirche wurde 1150 erbaut. Archäologische Untersuchungen zeigen in ihrem Untergrund (Denkmalnummer D-3-6539-0150) frühere Bauphasen und Vorgängerbauten. Es handelt sich um eine romanische Hallenkirche, ein rechteckiger Satteldachbau mit östlichem Fußwalm aus Quaderwerk. Die Kirche hat ein flachgedecktes Langhaus mit eingezogener, trapezförmiger Apsis. Früher hatte die Kirche zwei Türme. Nach der Säkularisation wurde sie profaniert und als Scheune missbraucht. 1964 wurde sie renoviert und 1970 wieder geweiht. An der nördlichen Chorwand befindet sich eine achteckige Granitstele mit Eisenkreuz, bezeichnet: 1582. In der Kirche befindet sich ein Kreuz, das vom Nabburger Künstler Paul Schinner geschaffen wurde. Im Chur-bayerisch-geistigen Kalender von 1754 wurde behauptet, dass in dieser Nikolauskirche der letzte Templer begraben sei.

### Brückenkapelle
Die denkmalgeschützte Brückenkapelle (Denkmalnummer D-3-76-144-59) an der Auffahrt zur ehemaligen Naabbrücke ist dem heiligen Johannes Nepomuk geweiht. Sie ist ein schmaler Rechteckbau mit Satteldach und leerer Rundbogennische. In ihrem Innern befindet sich eine Figur des hl. Johann von Nepomuk aus farbig gefasstem Holz aus dem 18. Jahrhundert.

### Dreiseithof
Das Wohnhaus des denkmalgeschützten Dreiseithofs (Denkmalnummer D-3-76-144-58) in der Perschener Str. 5 ist ein zweigeschossiger Walmdachbau in Ecklage mit Flachbogenfenstern aus dem 17. Jahrhundert.

### Lobinger-Hof
Das Wohnhaus des denkmalgeschützten Lobingerhofs (Denkmalnummer D-3-76-144-61) in der Perschener Str. 17 ist ein zweigeschossiger Giebelbau mit flachbogigen Aufzugsöffnungen. Es wurde um 1600 erbaut. Einige Meter weiter nördlich steht die zum Lobingerhof gehörige Scheune, ein zweiteiliger Bruchsteinbau unter gemeinsamem Satteldach. Der Südteil wurde um 1800 erbaut, der nördliche Teil um 1850.

### Gasthaus
Das denkmalgeschützte Gasthaus (Denkmalnummer D-3-76-144-62) in der Perschener Str. 22 ist ein zweigeschossiger und verputzter Traufseitbau mit Rundbogentor. Es stammt im Kern aus dem 17. Jahrhundert.

### Wohnhaus
Das denkmalgeschützte Wohnhaus (Denkmalnummer D-3-76-144-63) in der Perschener Str. 24 ist ein zweigeschossiger Satteldachbau mit Rundbogeneinfahrt. Es stammt im Kern aus dem 17. Jahrhundert.

### Wander- und Radwege
Durch die Nabburger Vorstadt Venedig führen der Karl-Krampol-Weg, der Naabtal-Radweg, die Leuchtenberger Tour und die Hauptroute der Oberpfälzer Radlwelt.